# René Binamé
Pour les articles homonymes, voir Binamé.
René Binamé, appelé jusqu'en 1995 René Binamé et les Roues de secours, est un groupe belge de punk rock formé en 1988. Le groupe compte de nombreux enregistrements, dont plusieurs compilations et splits avec d'autres artistes de la scène punk-rock francophone, comme Ludwig von 88, Raymonde et les Blancs-Becs, les Jeunes, les Brochettes...
Dans les années 1990, René Binamé et les Roues de Secours fait partie d'un ensemble de treize groupes issus de la scène punk rock-alternatif indépendante belge, connu sous le nom de La Famille.

## Historique

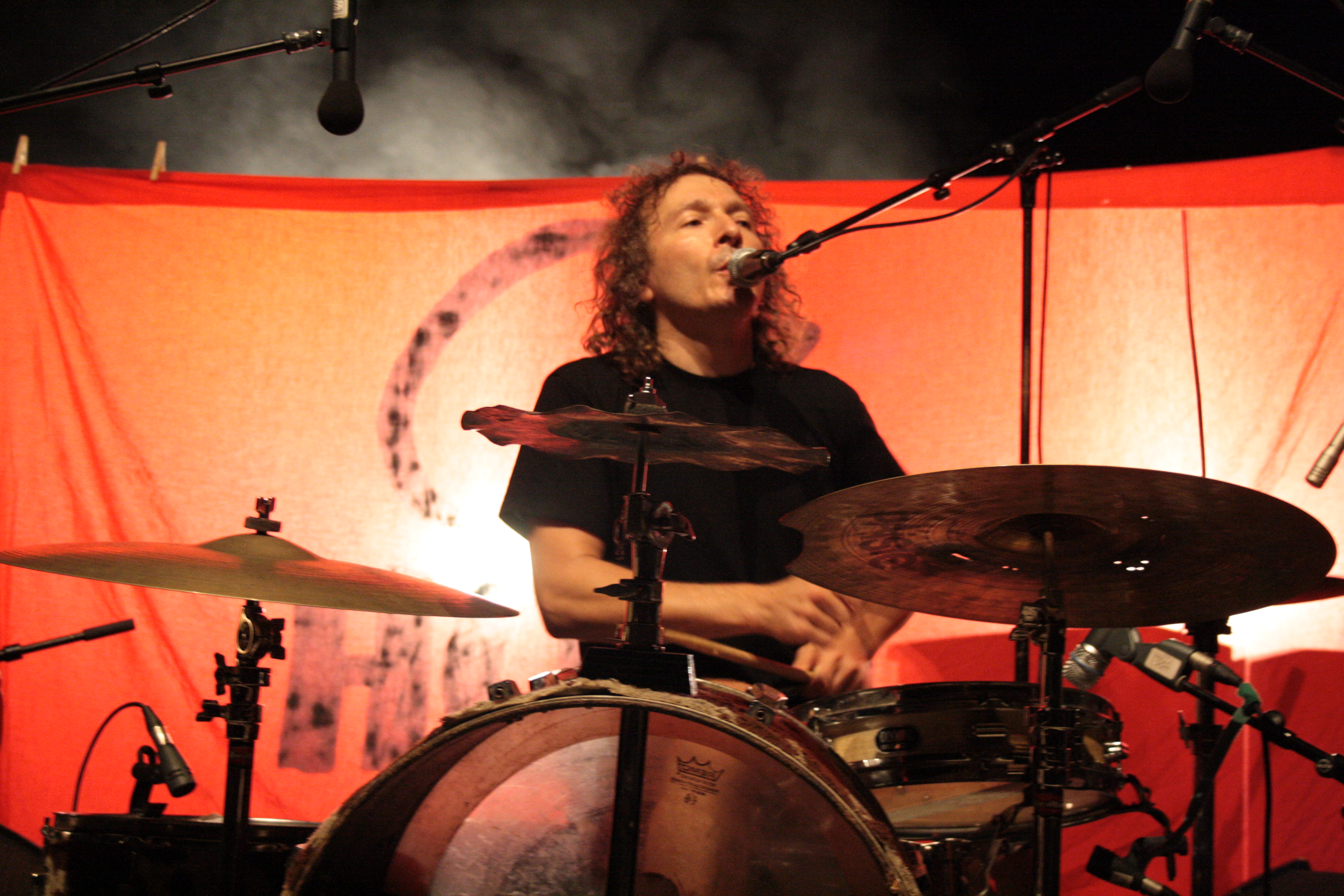
René Binamé.

Le groupe est initialement formé en 1988 sous le nom de René Binamé et les Roues de Secours, jouant principalement dans la catégorie anarcho-punk. C'est cette même année que le groupe joue pour la première fois sur scène. Le groupe enregistre et publie un premier vinyle ; un 45 tours sans titre de six morceaux, en octobre 1988, au format pochette jaune pliée en six. Puis, en novembre 1990, sort un deuxième 45 tours, intitulé Dji vou ièsse ti tchin, une reprise en wallon de I Wanna Be Your Dog des Stooges.
En 1995 sort l'EP En juin, fume ce qu'il te plaît, suivi d'un album studio, intitulé 71-86-21-36, en 1996. Cet opus se caractérise par des chansons de révolte : « une volée de reprises de classiques de la chanson révolutionnaire et/ou anarchiste, mitonnées à la Binamé, avec guitares électriques, batterie et synthétiseur mais aussi piano et violoncelle. » L'album est publié par le label Aredje. Deux ans plus tard, en 1998, ils publient la compilation Noël et caetera.

## Style musical
Le groupe joue un punk rock aux textes incisifs. D'abord clairement anarcho-punk, puis teinté de sonorités electro, le groupe évolue, depuis le départ du claviériste, vers une tendance free-punk.

## Membres
- Binam' - chant, batterie[5]
- Rman - guitare[5]
- Smerf - guitare, chant[5]
- Boris - basse[5]
- Titi - guitare, chant[5]
- Esgibt - Claviers
- Masto - Saxophone
- Gredin - basse, guitare

Sur scène, le groupe se produit habituellement en trio à géométrie variable (guitare-guitare-batterie ou guitare-basse-batterie), auquel s'adjoint occasionnellement un synthétiseur ou un saxophone.

## Discographie

### 45 tours et EP
- octobre 1988 : EP sans titre (6 titres, 12 minutes, réédité sur l'album Vocations)
- novembre 1990 : 45 t Wallon (3 titres, 10 minutes)
- mai 1995 : 45 t En juin fume ce qu'il te plaît (4 titres, 10 minutes)

### Compilations
- Noël et caetera (CD, 1998, 19 titres, 70 minutes)
- Fêtons Noël 94 (CD, novembre 1994, 5 titres, 21 minutes)
- Joyeux Noël 93 (CD, novembre 1993, 5 titres, 21 minutes)
- Fêtons Noël 92 (CD, décembre 1992, 7 titres, 21 minutes)
- Fêtons Noël (45 t, décembre 1991, 4 titres, 10 minutes)
- Réunion de la Famille (CD, janvier 1993, 23 titres, 70 minutes)

## Vidéographie
- René Binamé à la Casa Del Popolo (DVD, 2002, 1 h 42 min de vidéo, 29 min de son)
- La vie s'écoule (DVD, 2011, un clip et 7 titres audio)